# Olivia Hallinan
Olivia Hallinan (* 20. Januar 1985 in Twickenham, England) ist eine britische Schauspielerin. Bekannt wurde sie hauptsächlich durch ihre Darstellungen in den britischen Fernsehserien Lark Rise to Candleford, Sugar Rush und Girls in Love.

## Leben und Karriere
Hallinan wurde in Twickenham geboren.
Hallinan absolvierte ihre Schauspielausbildung an der All Expression Schule, die von ihrer Mutter geleitet wurde. Danach ging sie zur Universität nach Manchester und studierte Drama und Englisch.
Von 2003 bis 2005 spielte Hallinan die Hauptrolle der Ellie in der Fernsehserie Girls in Love. Hallinan fungierte auch als Erzählerin in der Serie. Der Zuschauer verfolgt das Leben von Ellie wie sie bei ihrem Vater und dessen Freundin Anna aufwächst oder mit ihren drei besten Freundinnen die Zeit verbringt.
In den Jahren 2005 und 2006 war sie in der Fernsehserie Sugar Rush zu sehen. Sie spielte die Hauptrolle der 15-jährigen Kim, die sich in ihre beste Freundin Sugar verliebt.
2008 wurde sie als Laura Timmins in Lark Rise to Candleford gecastet. Für ihre Darstellung gewann sie 2009 den Television and Radio Industries Club Award. Sie spielte die Rolle der Laura Timmins noch bis 2011.
Neben ihren Auftritten in Film und Fernsehen tritt Hallinan auch in verschiedenen Theaterstücken auf. 2014 spielte sie in dem Theaterstück Lotty's War die Titelrolle im Manchester Opera House. 
2015 ging Hallinan auf Tour mit dem Theaterstück Flare Path von Terence Rattigan unter Regie von Justin Audibert. Sie spielte Patricia Graham.

## Filmografie (Auswahl)
- 1994: Just William (Fernsehserie, 1 Folge)
- 1994: Die Knickerbocker-Bande: Das sprechende Grab
- 1995–1998: Julia Jekyll and Harriet Hyde  (Fernsehserie, 53 Folgen)
- 1999: Katastrophe im Schwarzen Loch (Doomwatch: Winter Angel)
- 2001, 2018: Doctors (Fernsehserie, 2 Folgen)
- 2003–2005: Girls in Love (Fernsehserie, 27 Folgen)
- 2005–2006: Sugar Rush (Fernsehserie, 20 Folgen)
- 2008: Robin Pilcher: Zeit des Wiedersehens
- 2008–2011: Lark Rise to Candleford (Fernsehserie, 40 Folgen)
- 2011: Jack Falls
- 2012: The Paradise (Fernsehserie, 1 Folge)
- 2014: Love by Design
- 2019: Father Brown (Fernsehserie, 1 Folge)